# Chester L. Johnson
Chester Lee Johnson (* 3. Juni  1915 in Halsey, Linn County, Oregon; † 10. Juli 1997 in San Antonio, Texas) war ein Generalmajor der United States Army. Er war unter anderem Kommandeur der 7. Infanteriedivision.
Chester Johnson war ein Sohn von Tracy Keeler Johnson (1879–1963) und dessen Frau Rose Lunau (1880–1948). Er besuchte die öffentlichen Schulen seiner Heimat sowie von 1933 bis 1937 die United States Military Academy in West Point. Nach seiner Graduation wurde er als Leutnant der Feldartillerie zugeteilt. In der Armee durchlief er anschließend alle Offiziersränge vom Leutnant bis zum Zwei-Sterne-General.
In seinen jüngeren Jahren versah er den für Offiziere in den niederen Rangstufen üblichen Dienst in verschiedenen Einheiten und Standorten. Er war unter anderem Stabsoffizier beim 10. Feldartillerieregiment und bei der 3. Infanteriedivision. Im Juli 1940 wurde er zum 24. Feldartillerieregiment auf die Philippinen versetzt. Nach dem japanischen Angriff auf Pearl Harbor und dem folgenden Eintritt der Vereinigten Staaten in den Zweiten Weltkrieg wurden auch die Philippinen von den Japanern angegriffen und im Jahr 1942 besetzt. Dabei geriet Johnson in deren Kriegsgefangenschaft, in der er bis 1945 verblieb. Im September 1945 wurde er befreit und in die Vereinigten Staaten zurückgebracht, wo er sich in einem Krankenhaus von den Strapazen und Leiden seiner Zeit als Kriegsgefangener erholte.
Anschließend studierte er bis 1947 an der Harvard University Politikwissenschaften. Danach war er bis 1950 an der Militärakademie in West Point als Dozent tätig. In den folgenden Jahren setzte er seine Offizierslaufbahn fort. Zwischen August 1965 und Juli 1966 kommandierte er die in Südkorea stationierte 7. Infanteriedivision, deren Aufgabe es war, die dortige Demilitarisierte Zone zu überwachen. Zwischen 1967 und 1970 kommandierte er die U.S. Army South. Danach war er stellvertretender Kommandeur der 4. Armee und nach deren Verschmelzung mit der 5. Armee im Jahr 1971 war er auch bis 1973 deren stellvertretender Kommandeur.
Chester Johnson starb am 10. Juli 1997 und wurde auf dem Friedhof der Militärakademie in West Point beigesetzt.

## Orden und Auszeichnungen
Chester Johnson erhielt im Lauf seiner militärischen Laufbahn unter anderem folgende Auszeichnungen:
- Army Distinguished Service Medal
- Silver Star
- Legion of Merit
- Prisoner of War Medal